# 김정보
김정보(金精寶)는 경순왕이 고려에 항복 후 맞이한 후비 낙랑공주 왕씨와의 사이에 태어난 아들로 추정되는 김선의 장손이며, 아버지는 예부시랑(禮部侍郞) 김진이라 한다. 고려초 올라 호부상서(戶部上書)를 역임했다고 한다.

## 위단 설치
그의 묘는 실전되어 전하지 않고 있으며, 후손들이 1995년 울산 광역시 울주군 언양읍 송대리 화장산에 위단을 설치하여 제사를 지내고 있다.

## 가족 관계
- 증조할아버지: 경순왕
- 할아버지: 김선(金鐥)
  - 아버지: 김진(金進)
  - 어머니: ?
    - 아들: 김경숙(金鏡淑) - 대장군(大將軍)
      - 손자: 김수(金壽) - 신호위별장(神虎衛別將) 동정행교위(同正行校尉)